# Трифин ап Райн
Трифин ап Райн (валл. Triffyn ap Rhain; погиб в 814 году) — король Диведа (811—814).

## Биография
Трифин — сын Райна, из рода Десси, ирландского происхождения по мужской линии.
Триффин наследовал своему дяде Оуайну. Он последний известным королем Диведа перед междуцарствием, которое закончилось вступлением на престол Хивайда около 850 года.
«Гвентианская хроника» отмечает, что «королевство Мона и королевство Дивед пострадали из-за войны между Хивелом Младшим и его братом Кинаном, в которой Хивел завоевал Мону» в 810 году. Там же далее: «вторая война между Хивелом и его братом Кинаном … в которой Кинан … напал на своего брата Хивела и изгнал его из Моны на Мэн» в 814 году. Похоже, что Трифин был втянут в очередную войну на севере Уэльса, подобно его деду Маредиду, который там в битве и погиб.
Согласно «Харлеанским генеалогиям», Трифин умер в 814 году. Согласно же «Хронике принцев», это произошло в 815 году.
В его годы правления Дивед разорялся викингами, а Триффин, вероятно, убит, сражаясь с ними.
Возможно ему наследовал Бледри, муж его двоюродной сестры Тангуистлы верх Оуайн. Или же его сын Иддон, возможно правил до 872 года, когда был свергнут, умерев в 876 году.